# Корі (муніципалітет)
Корі (італ. Cori) — муніципалітет в Італії, у регіоні Лаціо,  провінція Латина.
Корі розташоване на відстані близько 45 км на південний схід від Рима, 21 км на північ від Латини.

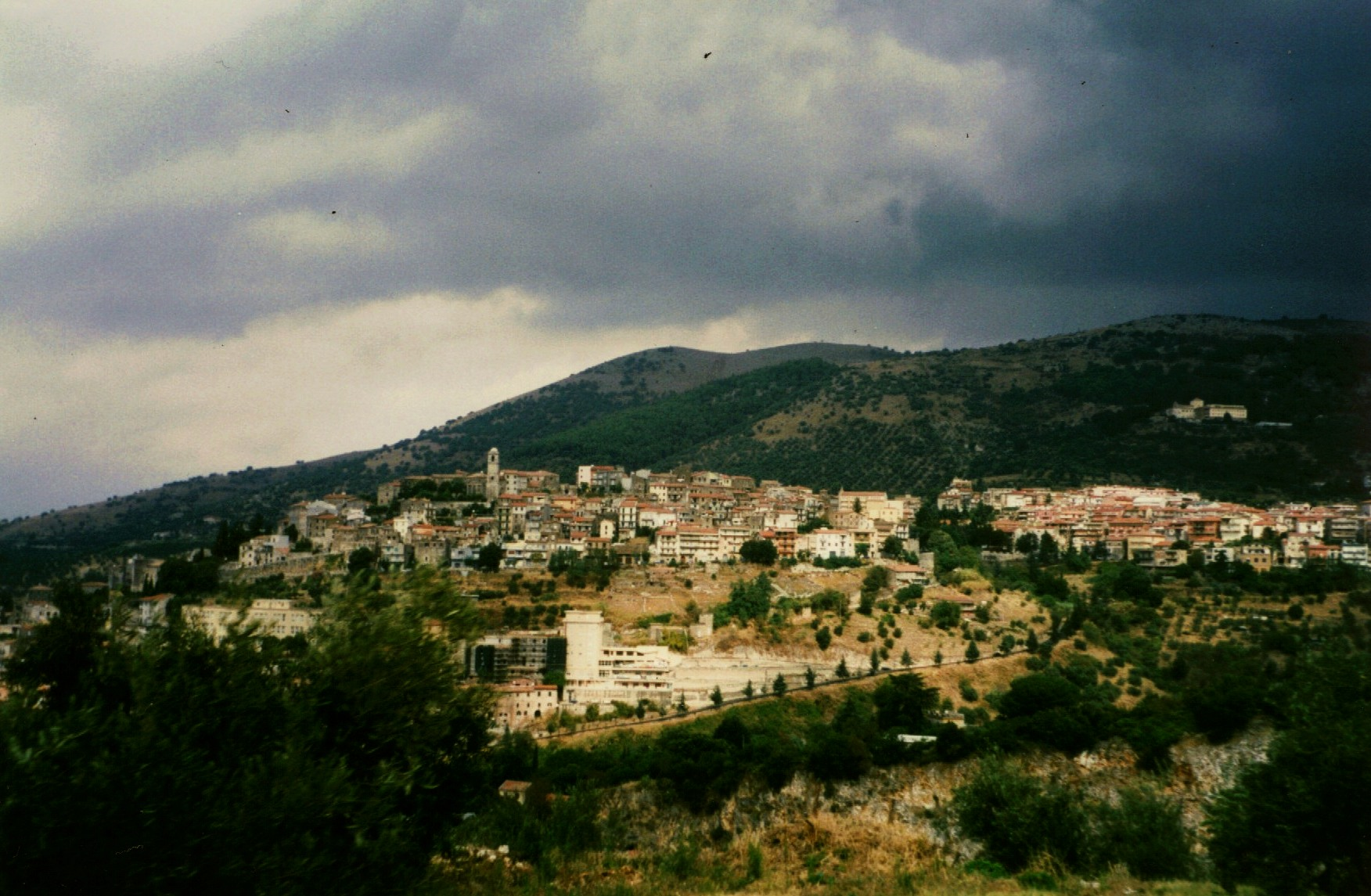

Населення — 11 108 осіб (2014).
Покровитель — Madonna del Soccorso.

## Демографія
Населення за роками:

Станом на 1 січня 2023 року в муніципалітеті офіційно проживали 1224 іноземці з 54 країн, серед них 695 громадян країн Євросоюзу та 9 громадян України.

## Сусідні муніципалітети
- Артена
- Чистерна-ді-Латіна
- Ларіано
- Монтеланіко
- Норма
- Рокка-Массіма
- Сеньї